# Raionul Bila Țerkva (pre-2020), Kiev
Bila Țerkva (în ucraineană Білоцерківський район, transliterat: Biloțerkivskîi raion) este un raion în regiunea Kiev, Ucraina. Reședința sa este orașul regional Bila Țerkva, care nu aparține raionului.

## Demografie
Componența lingvistică a raionului Bila Țerkva
     Ucraineană (95,65%)
     Rusă (3,95%)
     Alte limbi (0,14%)
Conform recensământului din 2001, majoritatea populației raionului Bila Țerkva era vorbitoare de ucraineană (95,65%), existând în minoritate și vorbitori de rusă (3,95%).